# World Breeding Federation for Sport Horses

Logo de la fédération.

La World Breeding Federation for Sport Horses (Fédération mondiale de l'élevage des chevaux de sport), plus connue sous le sigle WBFSH, est une fédération équestre internationale qui a pour but de coordonner les efforts des éleveurs et utilisateurs de chevaux de sport. Elle s'occupe spécifiquement de cette branche en lien étroit avec la Fédération équestre internationale (FEI).

## Rôle
La WBFSH est l'unique organisme de référence au niveau mondial pour l'élevage des chevaux de sport,. Elle regroupe en effet tous les stud-books du monde, lesquels sont identifiés par des sigles. La WBFSH travaille ainsi avec des associations d'éleveurs de chevaux warmblood, mais aussi avec des acteurs moins évidents dans le milieu du sport équestre, tels que les associations des races du Lusitanien et du Pure race espagnole. Elle travaille aussi en collaboration étroite avec la Fédération équestre internationale.
L'association se nomme officiellement World Breeding Federation for Sport Horses (Fédération mondiale d'élevage pour chevaux de sport), mais il y est fait référence sur son site web et dans la presse sous le sigle WBFSH.

## Histoire
Les prémices de création de la WBFSH remontent à 1988, lorsque la princesse Anne du Royaume-Uni organise un rassemblement des experts de l'élevage du cheval de sport au niveau européen. Le championnat du monde de l'élevage est créé sur cette base en 1992. La WBFCH en tant que telle voit le jour deux ans plus tard, en 1994, à Berlin, avec 25 stud-books membres. À la suite de sa réorganisation d'octobre 1999, elle compte 43 stud-books membres. Depuis novembre 2009, c'est une fédération soumise au droit néerlandais.

## Missions
La WBFSH organise chaque année le championnat du monde d'élevage des chevaux de sport en dressage, saut d'obstacles et concours complet.

### Classement mondial
Chaque mois, la WBFSH publie un classement mondial des meilleurs chevaux de sport sur son site web, à partir des informations officielles de ces chevaux compétiteurs. Ce classement comprend des informations sur le stud-book et le pedigree de chaque cheval. Chaque fin d'année, les meilleurs chevaux de ce classement et leurs éleveurs sont conviés à la remise du prix d'élevage de la WBFSH et à différentes compétitions à travers le monde.

### Universal Equine Life Number
Le numéro Universal equine life number (Numéro équin universel à vie, UELN) est un projet soutenu par la WBFSH, dans le but d'améliorer les échanges de données concernant les chevaux de sport et les stud-books, entre pays.